# Голківниця

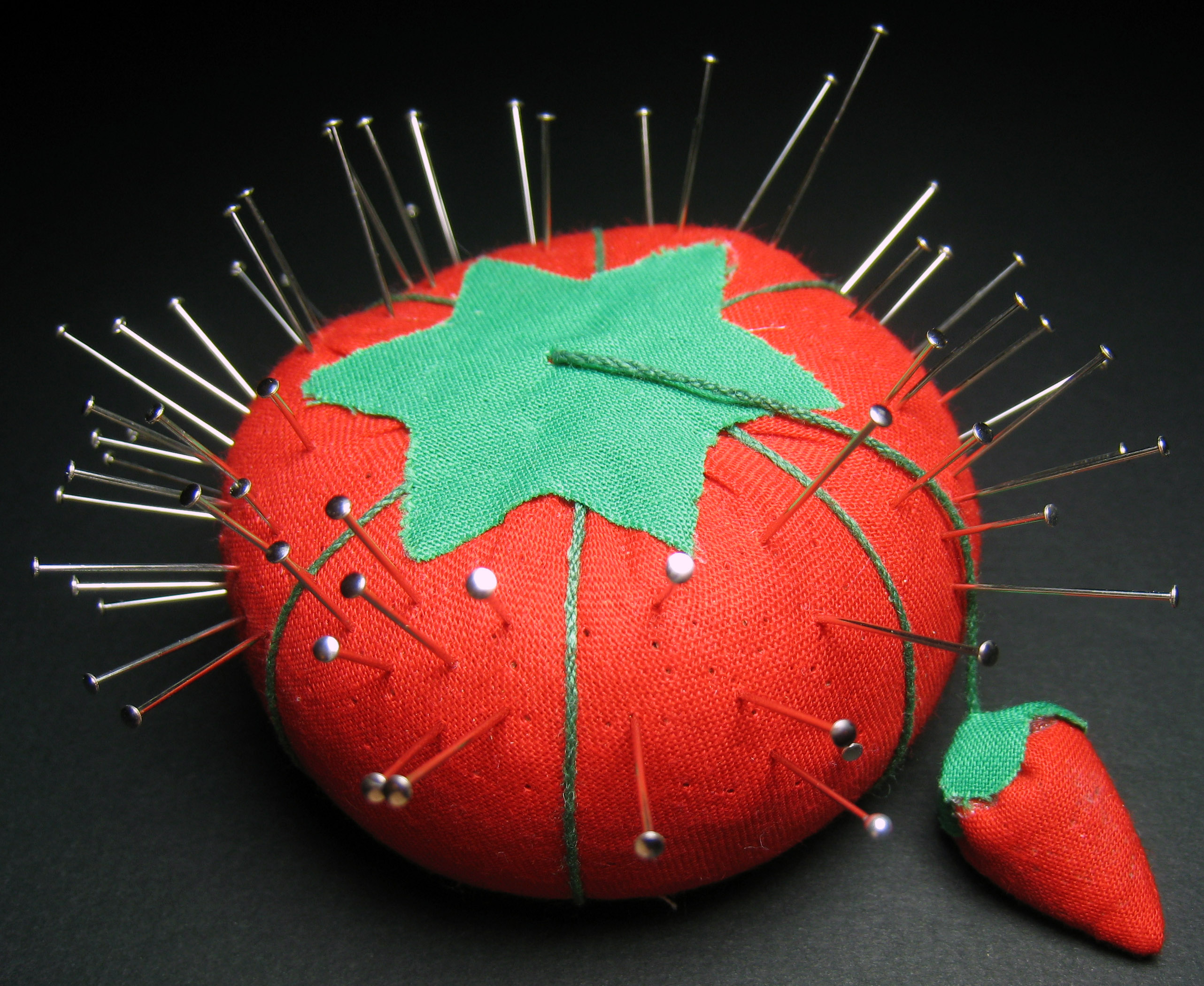
Традиційна англійська голківниця у вигляді помідора з полуничкою.

Голківни́ця, діал. голечник, заст. іговник — подушечка чи футляр для зберігання голок чи шпильок. Може виготовлятися з різноманітних матеріалів.
Про існування голківниць відомо з часів Середньовіччя. Свого часу серед вишивальниць подушок були популярними голківниці у вигляді маленьких порцелянових кошиків з подушечками всередині.
Протягом XVIII ст. ваговиті голківниці поширилися серед швачок. В Англії узвичаїлися «швацькі струбцинки» (seam clamps), які закріплялися на столі й втримували крайку тканини. Вони часто мали вигляд птаха: дзьоб слугував затискачем для тканини, а на спині кріпилася оксамитова подушечка для шпильок.

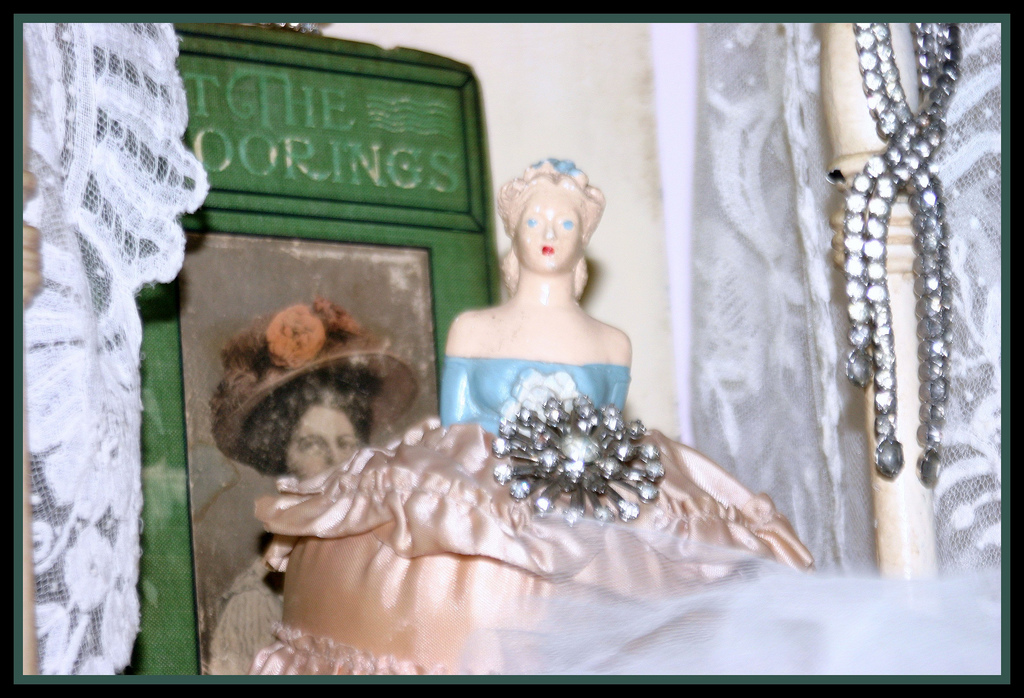
Порцелянова лялька-голківниця.

У Вікторіанську добу з'явилися голківниці у вигляді помідора з прикріпленою тканинною полуничкою. Згідно з англійськими повір'ями, помідор клали на камінну полицю, щоб забезпечити достаток у домі й відлякнути злих духів. Якщо був не час для врожаю томатів, господарі створювали імпровізований овоч, набиваючи круглий мішечок червоної тканини піском чи тирсою. Символ удачі також виконував практичну функцію — був місцем зберігання шпильок. Якщо томат використовувався в парі з полуничкою, зазвичай його наповнювали ватою, вовною, кінським волосом або тирсою, а полуничку — наждаковим пилом, призначеним для чищення й загострення шпильок.
Наприкінці XIX століття в моду увійшли голківниці у вигляді порцелянових ляльок чи півляльок. Їх було виготовлено й продано кілька мільйонів, але внаслідок крихкості матеріалу, екземплярів відтоді залишилося мало. Вони являли собою типову порцелянову фігурку красуні, але лялька мала тільки верхню половину тіла, на корпусі її були передбачені отвори для кріплення подушечки. Остання могла бути зроблена з атласу й імітувати собою спідницю.
Такі голківниці-ляльки були популярними і на початку XX століття, деякі з них виконані в стилі ар-деко чи аналогічних стилях того часу. Найбільш цінуються в колекціонерів зразки з Дрездена й Майсена часів до Другої Світової війни, які можуть продаватися по ціні бл. 500 дол. США за умови ідеального стану. Інші екземпляри продають менш ніж за 25 доларів.